# ام ورقه

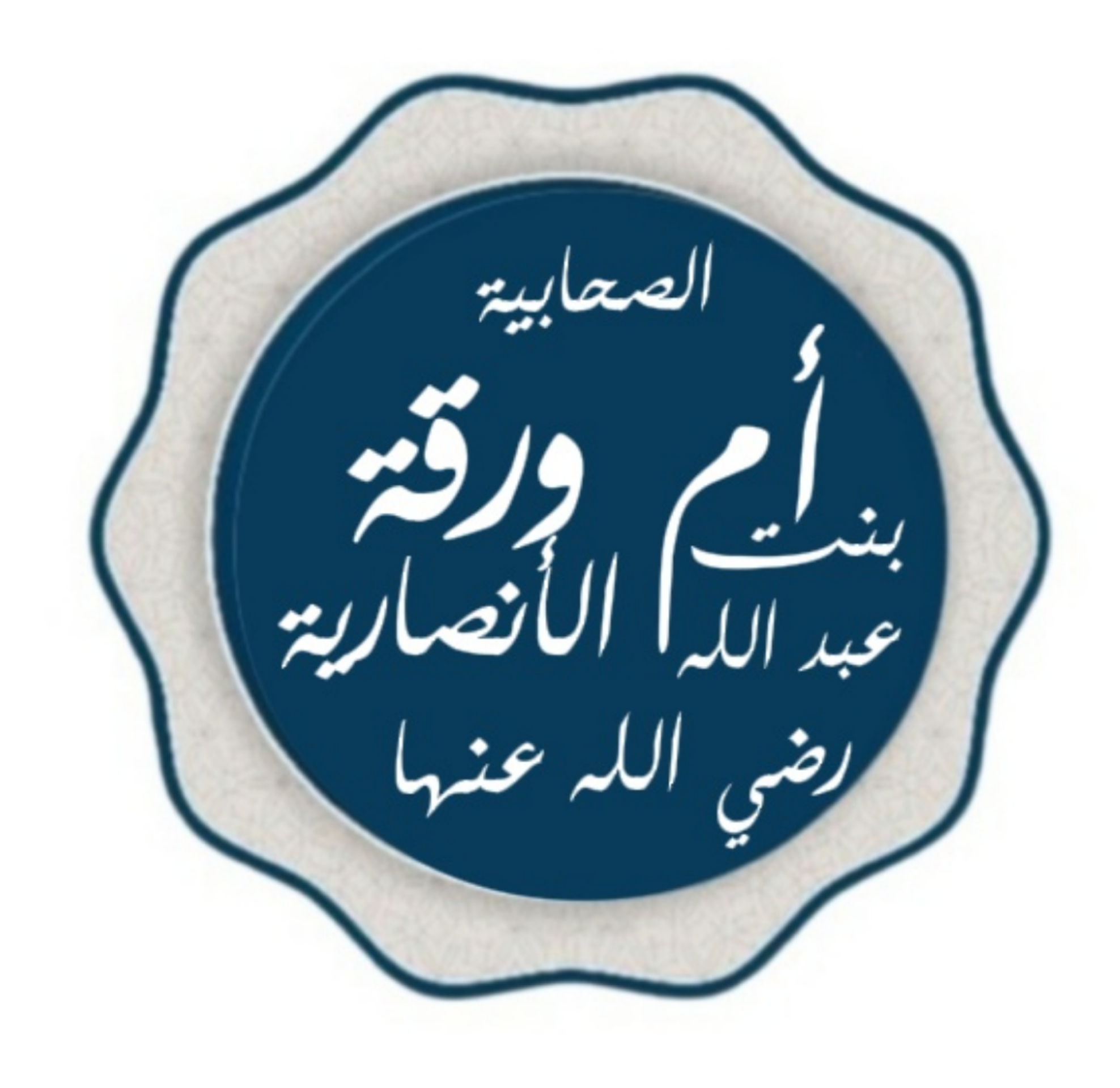
ام ورقه بنت عبدالله بن حارث

ام ورقه بنت عبدالله بن حارث (عربی: أم ورقة بنت عبدالله بن الحارث) یکی از صحابیات پیامبر اسلام، محمد بود. او از حافظان تمام قرآن بود و روایاتی را نیز نقل کرده‌است. در منابعی از خیالی بودن شخصیت ام ورقه یاد شده‌است و آن را ساخته ذهن ولید بن عبدالله عنوان کرده‌اند. از وی به عنوان تنها زن انصاری یاد کرده‌اند که حافظ قران بوده‌است.

## نسب
نسب او را چنین گزارش کرده‌اند: «ام ورقه بنت عبدالله بن حارث بن عویمر بن نوفل انصاری»

## سرگذشت
در روایتی آمده است که چون ام ورقه عهد کرده بود کنیز و غلامی که دارد را بعد از مرگش آزاد کنند، و به علت آنکه عمر او به درازا انجامید، این دو کنیز و غلام توطئه کردند و ام ورقه را به قتل رساندند و گریختند. در نوع قتل او آورده‌اند که او را با پارچه‌ای خفه کردند. پس از گریختن قاتلان و رسیدن خبر قتل ام ورقه به عمر بن خطاب -خلیفه وقت- با تاکید بر اینکه ام ورقه مورد توجه محمد بود، دستور تعقیب قاتلان را صادر کرد و در خطابه‌ای، مردم را از پناه دادن به آنها منع کرد. کمی بعد، قاتلان دستگیر شدند و به دستور عمر، به صلیب کشیده شدند تا کشته شوند. به گزارش منابع، این دو از اولین به صلیب کشیده شدگان در اسلام بودند.

## در روایات و فقه
بر اساس طبقه‌بندی آلبانی از دانشمندان حدیثی اهل سنت، احادیث او در درجه حسن درجه‌بندی می‌شود. اهمیت او در یکی از روایاتی است که اهل سنت در جواز امامت زنان در نماز جماعت استناد می‌کنند. بر اساس روایتی که به او منسوب است، برخی از دانشمندان سنی به جواز امامت زنان در نماز برای زنان و حتی به عقیده برخی دیگر از فقهای اسلامی در شرایطی خاص، جماعت مختلط را نیز عهده‌دار بشوند که نظر اندکی از جماعت حنبلی مذهب است. در متن این روایت آمده‌است که ام ورقه اجازه دارد برای اهل خانه خود امامت جماعت کند. این روایت در منابعی چون سنن ابی‌داود، صحیح ابن خزیمه و سنن کبری گزارش شده‌است. آنچه از این روایت به طور قطعی ثابت می‌شود، یکی از پیش‌نمازان بودن ام ورقه در تاریخ اسلام است. به گزارش حدیثی که در السنن الکبری گزارش شده است، ام ورقه برای خود موذنی در منزل داشت. تمام منابع سنی جز ابوبکر بن ابی شیبه در المصنف و دارقطنی، پس از گزارش روایات مربوط به ام ورقه، از مساله فقهی جواز امامت سخن به میان آورده‌اند؛ با این تفاوت که برخی تاریخ او را نیز گزارش کرده‌اند و برخی تنها به مساله فقهی موجود در حدیث استناد کرده‌اند. این روایت در مجامع روایی مورد انتقادهایی نیز قرار گرفته‌است و برخی از منابع شیعی چون تهذیب الاحکام، تهذیب الکمال و خلاصة التهذیب به مساله تشتت در سند این روایت پرداخته‌اند و در اعتبار آن تشکیک کرده‌اند.
از آنجا که ام ورقه یکی از معدود افرادی بود که کل قرآن را حفظ کرده بود، قبل از اینکه قرآن به صورت کتبی ثبت شود، یکی از ناقلان شفاهی آن بود. در این خصوص آورده‌اند که ام ورقه قرآن را حفظ بود و آن را کتابت نیز می‌کرد. او مورد احترام محمد بود و گزارش شده‌است که محمد به دیدار او می‌رفت.
ام ورقه همچنین چالشی منحصر به فرد برای مفهوم جهاد برای زنان به وجود آورد. بر طبق روایاتی، او سعی کرد در جنگ بدر از همراهان سپاه محمد باشد اما به او اجازه داده نشد تا سپاهیان را همراهی کند و در عوض، محمد او را زن شهیده نامید. با این وجود، برخی بر این ادعا نقد وارد کرده‌اند و مدعی هستند که هدف محمد از حرکت سپاهیان اسلام در بدر، جنگ نبوده‌است که سبب حضور زنان برای جهاد فراهم گردد و تنها در جنگ‌های بعدی چون احد و خندق، زنان به عنوان پرستاران در نبردهای اسلامی شرکت می‌کردند.